# Misecznica jadalna
Misecznica jadalna, krusznica jadalna (Lecanora esculenta (Pall.) Eversm.) – gatunek grzybów z rodziny misecznicowatych (Lecanoraceae). Według Index Fungorum jest to takson niezweryfikowany, a jego pozycja taksonomiczna jest niejasna. Występuje w formie porostów skorupiastych, na korze drzew i skałach. Gatunek objęty ochroną gatunkową w Polsce. Plecha tego gatunku jest jadalna i jako taka zwana „manną”.